# Verzár Frigyes
Verzár Frigyes (Budapest, 1886. szeptember 16. – Arlesheim, Basel-Landschaft kanton, Svájc, 1979. március 13.) orvos, egyetemi tanár.

## Életútja
Az erdélyi örmény nemesi Verzár  család leszármazottja.   
Budapesten született, és itt szerezte meg doktorátusát. 1913-tól magántanár, 1918-tól a debreceni tudományegyetemen nyilvános rendes tanár és az Élettani Intézet igazgatója lett. Számos műve jelent meg magyar és német nyelven.
Oklevelét Bp.-en szerezte. 1918-tól a debreceni egy. orvosi karán a Kórtani Intézet, emellett az Élettani Intézet vezetője. 1920-21-ben a kar dékánja, 1927-28-ban az egy. rektora. Megtervezte a tihanyi Biológiai Kutatóintézetet, és az építkezés befejeztével, 1926-tól az intézet vezetője. 1930-ban hívták meg a bázeli egy.-re, ahol az Élettani Intézetet vezette. Bázelből 1938-ig irányította a tihanyi intézet általános biológiai osztályának munkáját. Nyugalomba vonulása után kezdte meg a bázeli Kísérletes Gerontológiai Kutatóintézet szervezését. 1942-től vett részt az Egészségügyi Világszervezet jogelődjének munkájában. A háború után a táplálkozási programot kidolgozó bizottság elnöke volt. Fő kutatási területe az izom-fiziológia, a bélből történő felszívódás, a hormonok és a vitaminok közötti kapcsolatok, az endokrin mirigyek működése. Új megállapításokat tett az öregedési folyamat lényegét illetően. Számos m. és nemzetközi tudományos társaságban, szervezetben töltött be vezető tisztséget. – F. m. Életről, betegségről és halálról (Bp., 1924); Die Funktion der Nebennierenrinde (Basel, 1939); Theorie der Muskelkontraktion (Basel, 1943); Lectures on experimental gerontology (Springfield, Illinois, 1963); Absorption from the intestine (New York, 1967).– Irod. Árvay Sándor: V. F. (Orv. Hetil., 1979); Rex-Kiss Béla: Adatok V. F. életművéhez (Orv. Hetil., 1981).

## Fő művei
- Életről, betegségről és halálról (Budapest, 1924, Élet és Tudomány-sorozat)
- Die Funktion der Nebennierenrinde (Basel, 1939)
- Theorie der Muskelkontraktion (Basel, 1943)
- Lectures on experimental gerontology (Springfield, Illinois, 1963)
- Absorption from the intestine (New York, 1967)